# Nettostrahlung
Die Nettostrahlung {\displaystyle R} ist der Wert der Eigenstrahlung eines Körpers. Da in einer physikalischen Messung von z. B. Infrarotstrahlung (Wärmestrahlen) nicht exakt zwischen tatsächlicher Eigenstrahlung und Reflexion unterschieden werden kann, lässt sich die Nettostrahlung nur rechnerisch ermitteln, und zwar wenn der Körper selbst zusätzlich bestrahlt wird.
Die Nettostrahlung muss ermittelt werden, um den Strahlungshaushalt der Erde vergleichend untersuchen zu können. Sie berechnet sich als Differenz zwischen der absorbierten kurzwelligen Globalstrahlung {\displaystyle Q_{\text{g}}} (mit der Albedo {\displaystyle a}) und der effektiven langwelligen Ausstrahlung {\displaystyle A_{\text{e}}}:
{\displaystyle R=(1-a)Q_{\text{g}}-A_{\text{e}}}
Je nachdem, ob die absorbierte Globalstrahlung oder die effektive Ausstrahlung überwiegt, kann die Nettostrahlung positive oder negative Werte annehmen.
Die Nettostrahlung eines Ortes weist einen Tagesgang auf: kurz nach Sonnenaufgang wird sie positiv, erreicht ihr Maximum gegen Mittag, nimmt danach ab und um die Zeit des Sonnenuntergangs negative Werte an. Sie variiert auch mit der geographischen Breite: In den Tropen am größten, zu den Polen hin nimmt sie ab. Über den Meeresflächen ist sie höher als über dem Festland, da Meeresflächen mehr Globalstrahlung absorbieren (geringere Albedo) und die Gegenstrahlung über den Meeren wegen des größeren Wasserdampfgehaltes der Luft (Wolken) höher ist. Da der Meeresanteil auf der Südhalbkugel größer ist, als auf der Nordhalbkugel, ist dort auch die Nettostrahlung höher.